# Hertie Waren- und Kaufhaus
Hertie Waren- und Kaufhaus GmbH was een van de toonaangevende warenhuisketens in Duitsland tot het in 1994 werd overgenomen door Karstadt. Het hoofdkantoor van de groep bevond zich voor het laatst in de Herriotstrasse 4, vandaag Campus Tower, in Frankfurt am Main. Hertie Waren- und Kaufhaus GmbH exploiteerde ongeveer 115 warenhuizen onder de namen Hertie, Wertheim, Alsterhaus en KaDeWe, evenals ongeveer 35 Bilka-warenhuizen. Hertie was ook eigenaar van de restaurantketen Le Buffet, de elektronicawinkels Schaulandt, Schürmann en WOM (World of Music) en de kledingwinkels Wehmeyer.

## Geschiedenis

### Familiebedrijf Tietz
Het bedrijf Hermann Tietz, opgericht door Oscar Tietz met het kapitaal van zijn oom Hermann Tietz, opende zijn eerste winkel op 1 maart 1882 in Gera onder de naam „Garn-, Knopf-, Posamentier-, Weiß- und Wollwarengeschäft Hermann Tietz“ en had al enkele kenmerken van de moderne warenhuizen, zoals vaste prijzen, geen aankopen op rekening en een divers, brancheoverschrijdend assortiment.

Na een opstartfase van zes jaar werden vestigingen geopend in Weimar (1886), Bamberg, München (1889) en Hamburg (1897). In 1900 werd het hoofdkantoor van het bedrijf verplaatst naar Berlijn. Niet ver van wat toen het grootste warenhuis van Europa was, Wertheim aan de Leipziger Platz, zette het bedrijf Hermann Tietz een concurrerende "kooppaleis" op met een eigen wijnhuis aan de Leipziger Straße. In grote, luxueuze warenhuispaleizen zoals deze, kregen klanten een nieuw soort winkelervaring aangeboden. Voor de bouw van het warenhuis op de Alexanderplatz, dat in 1904 werd ingehuldigd, werd het "Lessinghaus" afgebroken. Het bedrijf opende geleidelijk tien warenhuizen in Berlijn en had daar dus het grootste verkoopgebied. In Hamburg volgde in 1912 het "Warenhaus Hermann Tietz" (sinds 1935  geëxploiteerd als Alsterhaus) aan de Jungfernstieg.

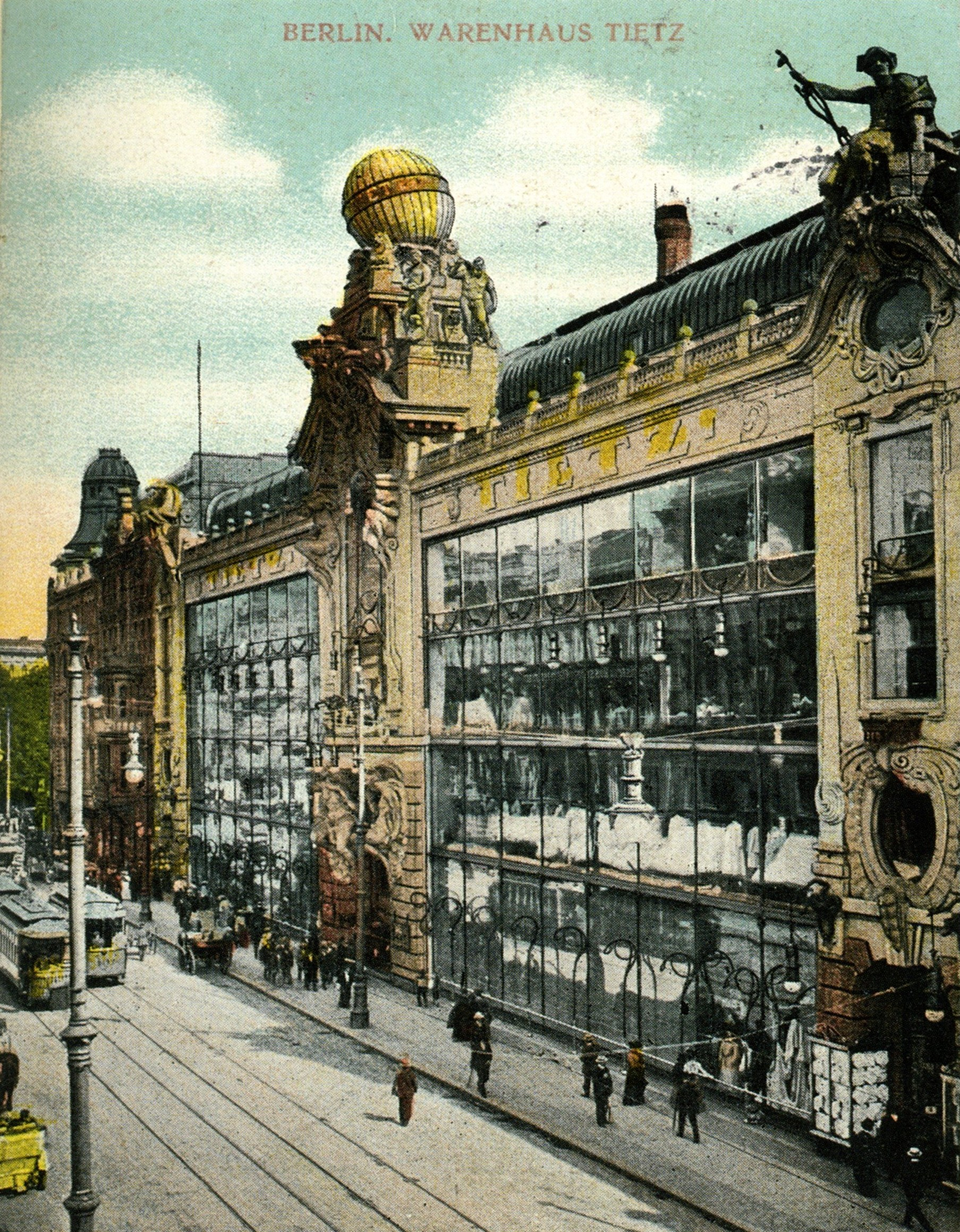
Warenhuis Tietz, 1900, Berlijn, Leipziger Straße
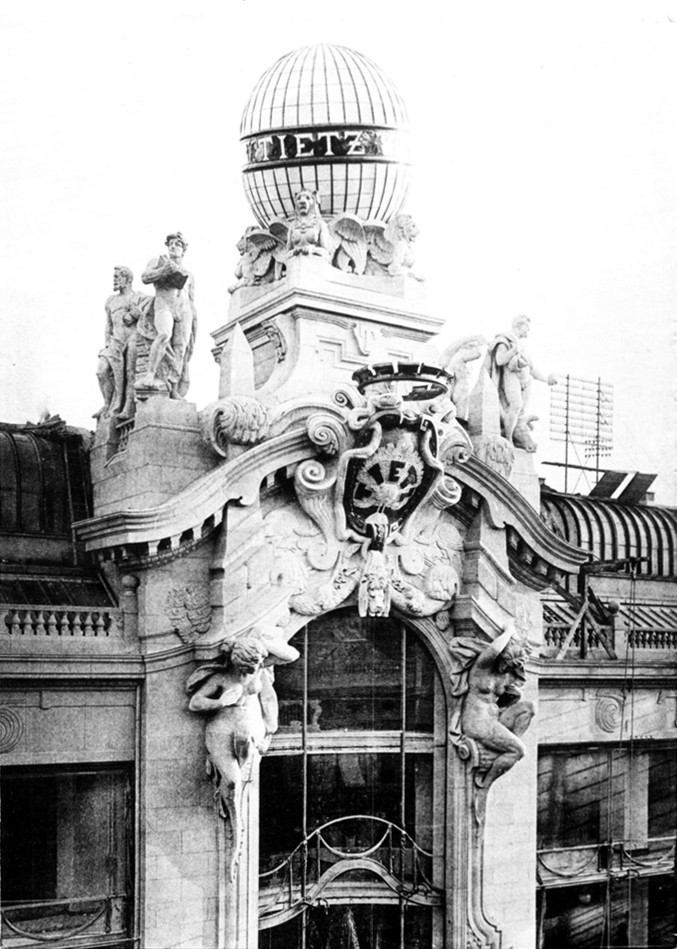
Warenhuis Tietz, Berlijn, Leipziger Strasse, hoofdportaal met Tietz globe
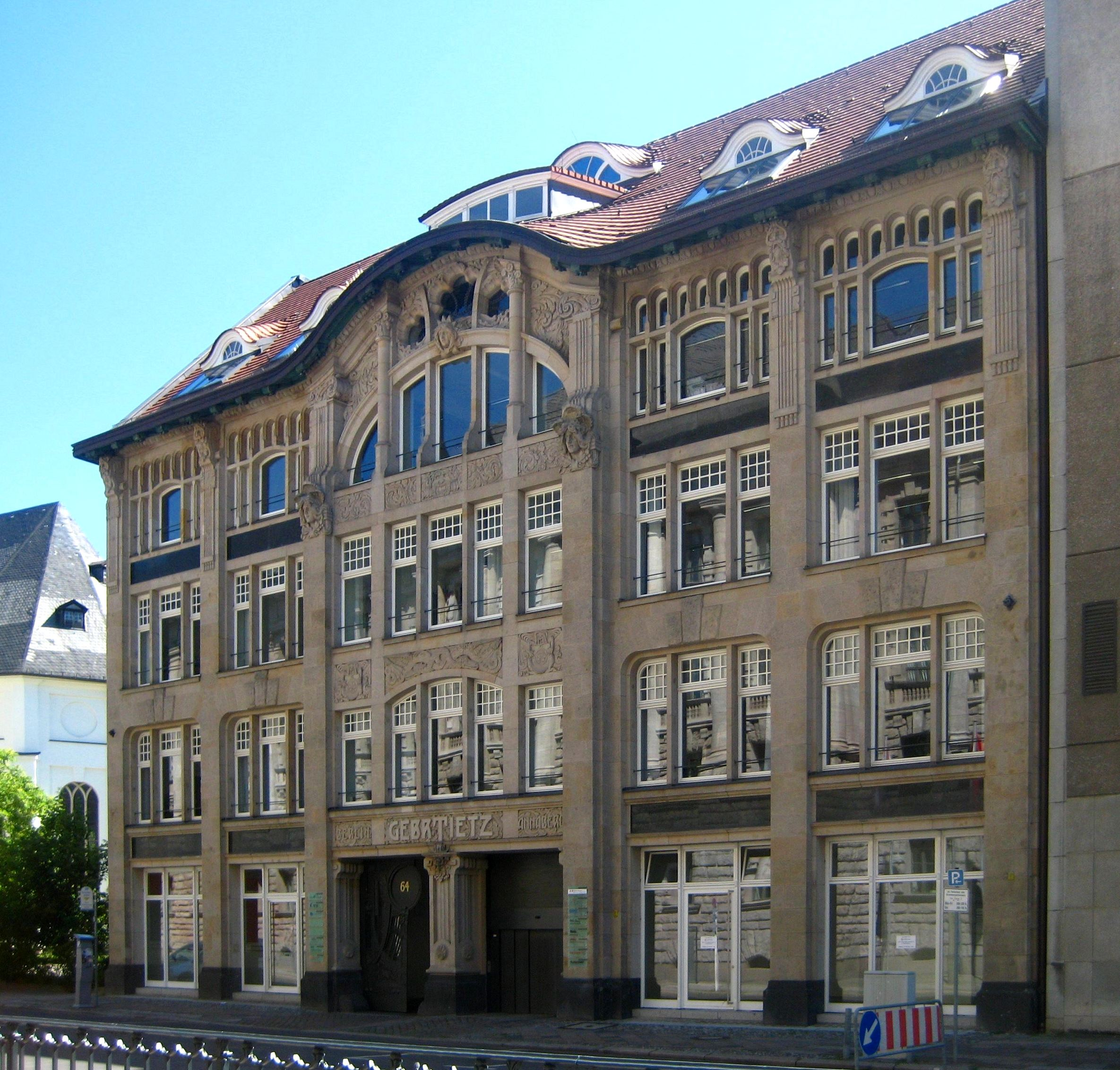
Voormalig warenhuis van de firma Gebr.Tietz, Berlijn, Klosterstrasse, 1904–1906
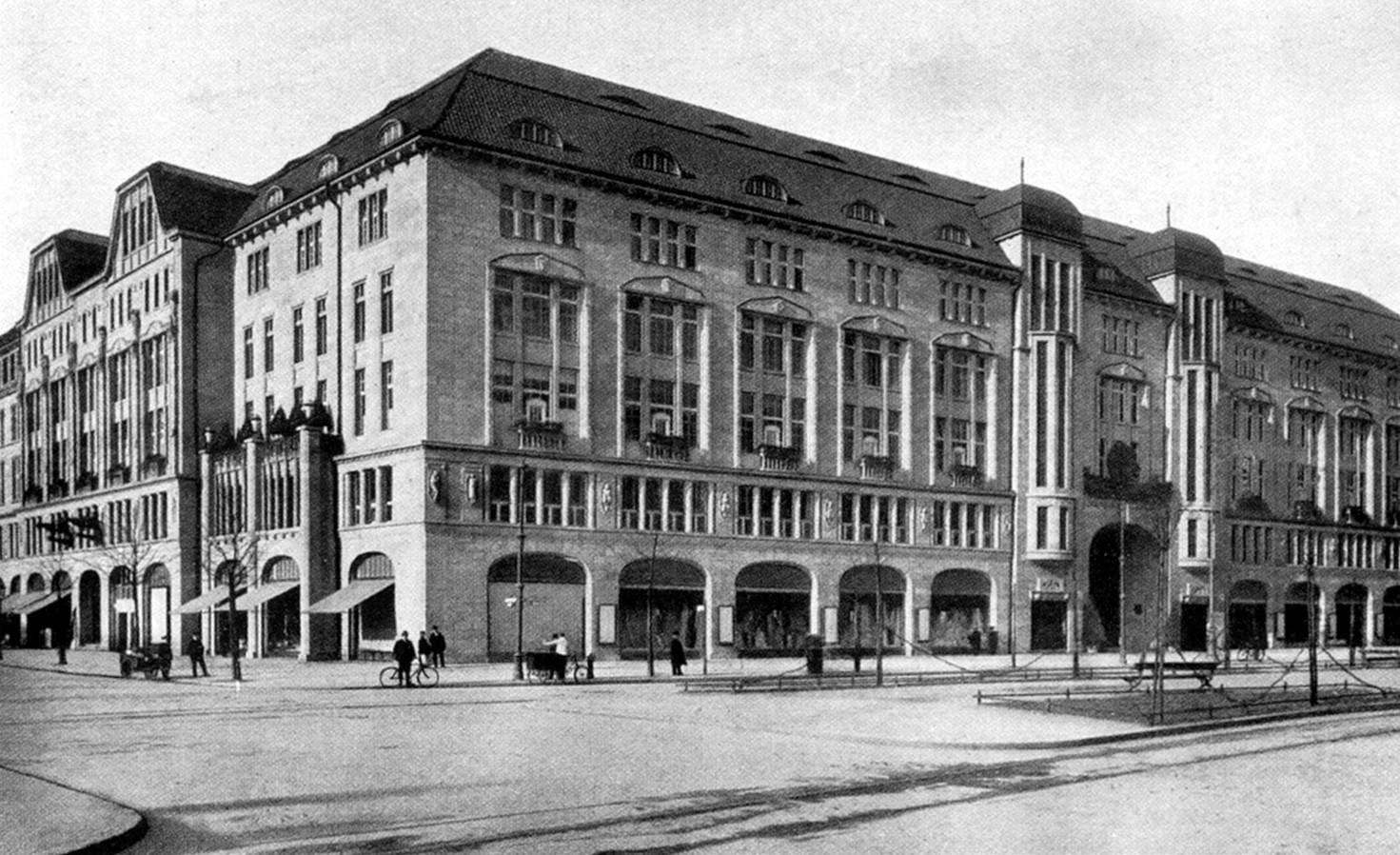
KaDeWe, 1907, Berlijn, Tauentzienstraße, overgenomen door A. Jandorf & Co. in 1927
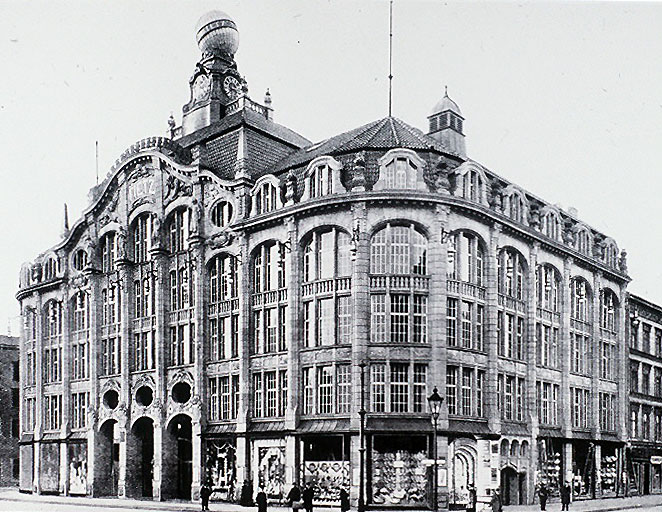
Warenhuis Tietz, 1911, Berlijn, Alexanderplatz
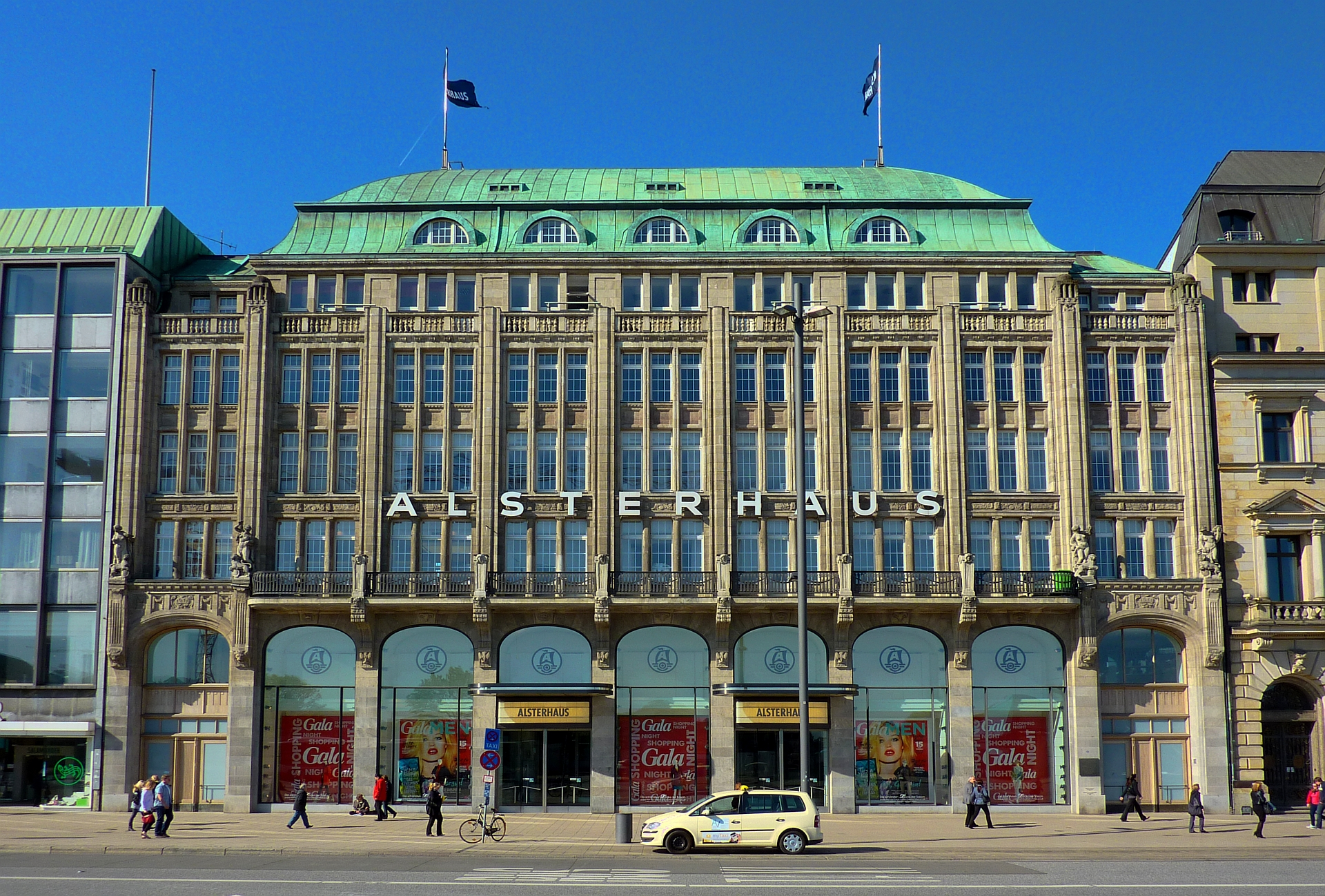
Warenhuis Hermann Tietz, Hamburg, Jungfernstieg, 1912, sinds 1935 Alsterhaus

De firma Hermann Tietz OHG richtte zich op het zuiden en oosten van het Duitse Rijk. Oscars broer Leonard Tietz richtte een warenhuisketen met vestigingen in het westen van Duitsland en in België. Deze keten opereerde onder de naam Leonard Tietz AG en sinds 1933/34 onder de naam Westdeutsche Kaufhof AG. 
Na het overlijden van Oscar Tietz in januari 1923 namen zijn zonen Georg en Martin Tietz en hun zwager Hugo Zwillenberg de leiding en eigendom van het bedrijf over. Maar hoewel Tietz sr. nadrukkelijk gewaarschuwd had voor te grote expansie op basis van leningen, gingen ze nu "aanzienlijke financiële verplichtingen aan". 

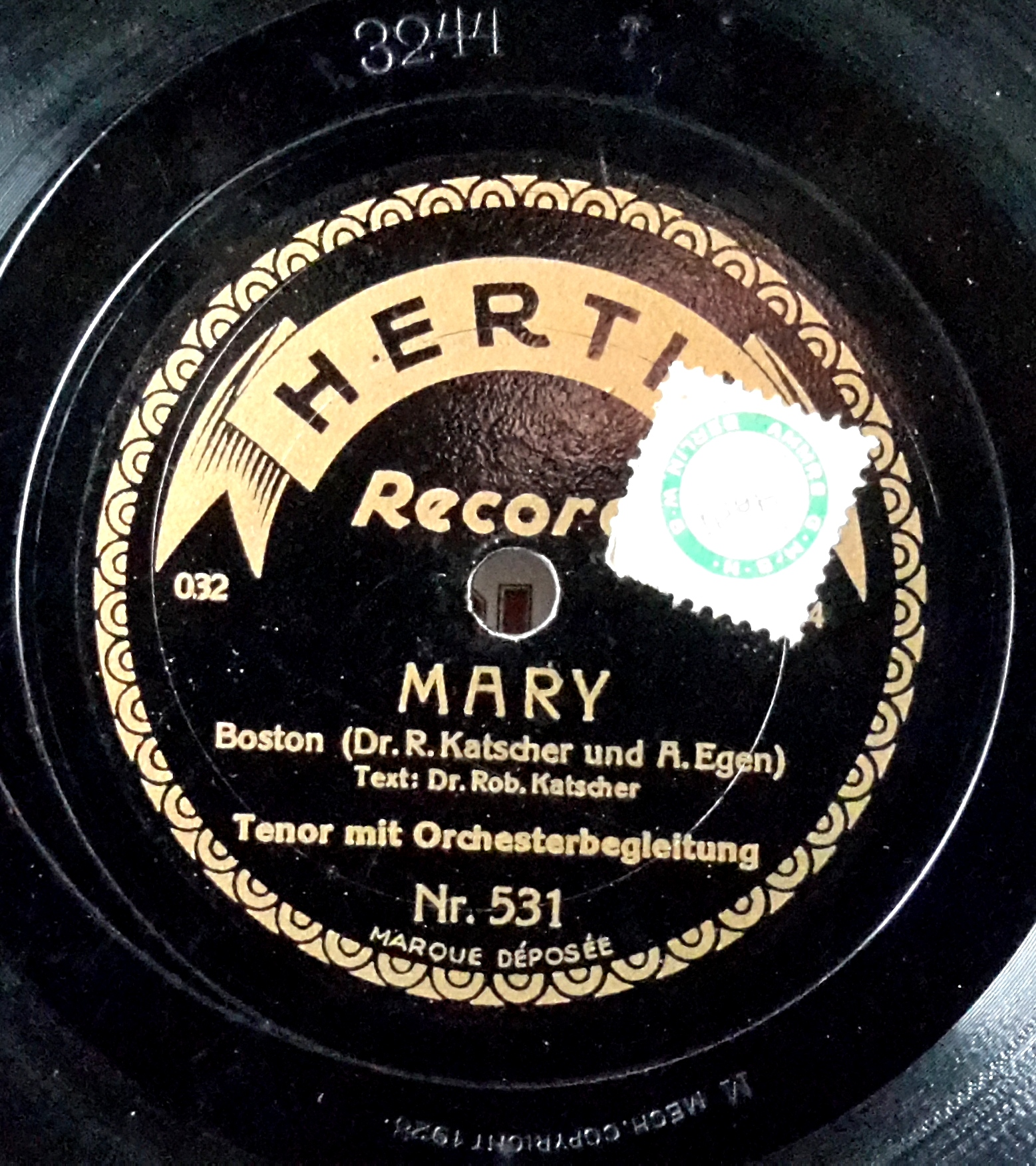
LP uit 1928 uitgebracht onder het merk Hertie

In 1926 had het bedrijf 13.000 werknemers. Eind 1926 stemde Hermann Tietz OHG ermee in het Berlijnse warenhuisbedrijf A. Jandorf & Co. over te nemen, waartoe ook het Kaufhaus des Westens ( KaDeWe ) behoorde. Vanaf begin 1927 voegde de Jandorf-keten ongeveer 3.000 werknemers toe. Er werd wederzijds stilzwijgen overeengekomen over de aankoopprijs, maar Jandorf-biograaf Nils Busch-Petersen vermoedt een bedrag "in het hoge dubbelcijferige miljoenbereik". De aankoopprijs vereiste een overeenkomstig kredietbedrag van Tietz, "waarschijnlijk voor een groot deel met geleend geld", dat echter in de jaren twintig nog makkelijk door de banken werd uitgeleend. 
In 1928, een jaar na de overname van de Jandorf-keten en een jaar voor de wereldwijde economische crisis, genereerde Hermann Tietz OHG een jaaromzet van ongeveer 300 miljoen Reichsmark, ongeveer evenveel als Karstadt. In een bedrijfspublicatie gekenmerkt door "uitbundig zelfvertrouwen"  riep Hermann Tietz OHG zich in 1928 uit tot "grootste warenhuisgroep van Europa in familiebezit".

### "Arisering" en de naam Hertie
De wereldwijde economische crisis veroorzaakte een voortdurende daling van de verkoop in alle warenhuizen als gevolg van een enorme daling van de koopkracht, vooral onder arbeiders en gewone werknemers. Toen de Hitler-regering in februari 1933 aan de macht kwam, bereidden de banken, verenigingen en de regering een zo onopvallend en soepel mogelijke onteigening voor van bedrijven met joodse eigenaren in het “Derde Rijk”. In de loop van de zogenaamde "Arisering" onteigende een bankenconsortium bestaande uit Dresdner Bank, Deutsche Bank und Disconto-Gesellschaft, Bankhaus Hardy en andere schuldeisers, in overleg met het Reichsministerie van Economische Zaken, geleidelijk de familie Tietz.
In juli 1933 slaagde Reichsminister van Economische Zaken Kurt Schmitt erin Hitler ervan te overtuigen de warenhuizen niet langer te nationaliseren of te ontbinden. Naast het behoud van banen bij de toeleveranciers en het voorkomen van "enorme verliezen van de schuldeisende banken", vermoedt Ladwig-Winters nog een derde argument voor Hitlers koerswijziging: Schmitt maakte het hem gemakkelijker om met de voorbereidingen voor een onopvallende, contractueel gelegitimeerde terugtrekking van alle joodse aandeelhouders, dat de banken al hadden opgesteld.
Op 24 juli 1933 richtten de schuldeisende banken de Hertie Kaufhaus-Beteiligungs-Gesellschaft m.b.H. (afgekort: Hertie GmbH) op. Op 29 juli 1933 dwong het bankenconsortium Hugo Zwillenberg om zich terug te trekken als bestuurder en als eigenaar middels een formele overeenkomst. 
Het hoofd van de textielafdeling van Hermann Tietz OHG, Georg Karg, werd door de banken als plaatsvervangend vertegenwoordiger van Hertie GmbH aangewezen. Met een persoonlijke inbreng van 50.000 Reichsmark werd hij een van de directeuren en aandeelhouders van de warenhuisgroep. Hertie GmbH werd zonder eigen kapitaalinbreng stemgerechtigd, maar had een meerderheid van de stemrechten onder de aandeelhouders. 
Op 18 augustus 1934 dwong de bankengroep, door te dreigen met beëindiging van de lening, alle aandeelhouders van de familie Tietz het bedrijf te verlaten. De joodse aandeelhouders moesten hun aandelen afstaan aan Hertie GmbH en kregen een bedrag van 1,5 miljoen Reichsmark uitbetaald voor hun sterk ondergewaardeerde bedrijfswaarde van 21,5 miljoen Reichsmark. Van de geruchten van Eglau, Neumann en het Munzinger-archief dat er een vergoeding zou zijn geweest van twaalf miljoen mark is geen bewijs.  Karg kocht later in twee delen de Hertie-GmbH-aandelen van de banken. In 1936 voor een bedrag van 2,5 miljoen Reichsmark, gedeeltelijk op krediet en nog eens 50 procent in juni 1940. Tegelijkertijd nam Karg de schulden van de Tietz-groep ten bedrage van 129 miljoen Reichsmark over.
De korte vorm van de bedrijfsnaam Hertie uit de eerste letters van de vorige bedrijfsnaam Hermann Tietz werd voorheen af en toe gebruikt als huismerk voor producten. Met de oprichting van Hertie Kaufhaus-Beteiligungs-Gesellschaft m.b. H. (afgekort Hertie GmbH) in juli 1933, werd een officieel signaal richting de banken gegeven om zowel een eigendomsoverdracht als continuïteit aan te tonen. 

### Naoorlogse periode: het Karg-tijdperk

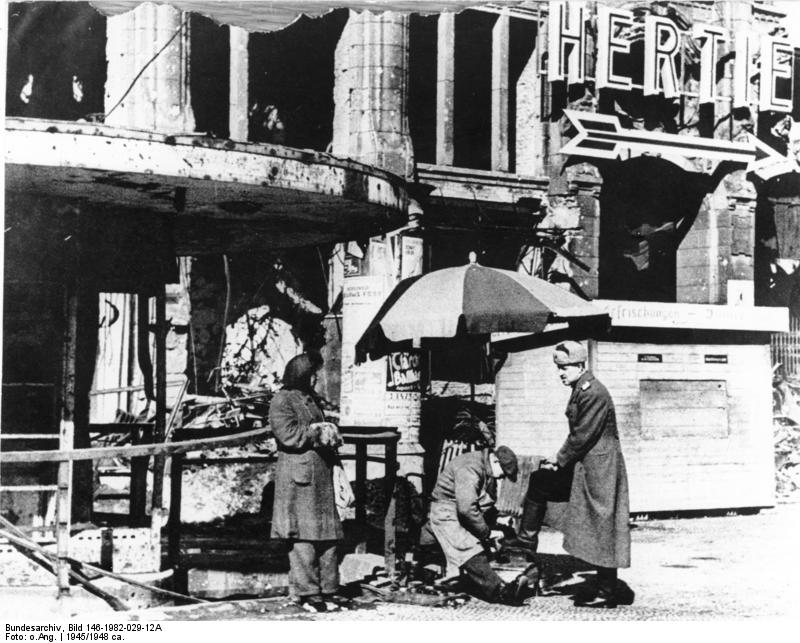
Ruïnes van warenhuizen op de Dönhoffplatz in Berlijn (1945)

Het einde van de Tweede Wereldoorlog betekende een keerpunt in de geschiedenis van het bedrijf. Alleen al in Berlijn was meer dan de helft van de filialen verloren gegaan. De groep verloor echter ook locaties in de Sovjetbezettingszone, later bekend als de DDR. De overgebleven filialen waren vaak beschadigd als gevolg van de oorlog. Hertie herstelde zich echter snel van de geleden verliezen en breidde weer uit. In 1948 werden de warenhuizen in München, Stuttgart en Karlsruhe weer in de groep geïntegreerd en in 1950 werd het KaDeWe heropend. Een jaar eerder had Hertie drie nieuwe vestigingen overgenomen in Stuttgart, Wiesbaden en Hamburg-Bergedorf. In 1951 vond de eerste complete nieuwbouw van een warenhuis plaats in Neumünster, in hetzelfde jaar werden winkels in Landshut en Frankfurt-Höchst overgenomen.
In 1952 nam Hertie een meerderheidsbelang in A. Wertheim AG en Hansa AG over en breidde zo de positie uit in Berlijn, Frankfurt am Main, Mannheim en  in Braunschweig (nieuwbouw in 1954). Om te kunnen concurreren met de toen gevestigde goedkope warenhuizen Kepa, DeFaKa en Woolworth, richtte Hertie de goedkope warenhuisketen Bilka op en bouwde een breed filialennetwerk op. De hoofdaandeelhouder van Hertie Waren- und Kaufhaus GmbH was de in 1953 opgerichte Karg'sche Familienstiftung, de latere <i>Hertie-Stiftung</i>. Op 31 oktober 1957 werd Hertie Italiana srl opgericht in Milaan. In 1959 besloot Hertie Waren- und Kaufhaus GmbH het hoofdkantoor te verplaatsen van Berlijn naar Frankfurt. Het hoofdkantoor bevond zich aanvankelijk in het gebouw aan Zeil 42 (tegenwoordig in gebruik door het Oberlandesgericht Frankfurt am Main) en later in een gebouw in Frankfurt-Niederrad.
Toen hij in 1972 stierf, liet Georg Karg een warenhuisgroep bestaande uit 72 Hertie-warenhuizen en 29 Bilka-warenhuizen achter met een totale omzet van DM 5,1 miljard en ongeveer 60.000 medewerkers. Kargs zoon Hans-Georg Karg nam de groep over en breidde deze aanvankelijk uit door nieuwe vestigingen te openen. Maar onder zijn leiding maakte de warenhuisketen meestal alleen maar verlies. Karg's erfgenamen Hans-Georg Karg en zijn zus Brigitte Gräfin von Norman droegen 97,5 % van de aandelen van het bedrijf in 1974 aan de Hertie-Stiftung gevestigd in Frankfurt am Main om successierechten te vermijden. 
Op 1 maart 1982 vierde Hertie zijn 100e verjaardag . De groep had op dat moment ongeveer 55.000 mensen in dienst en genereerde een omzet van ongeveer DM 6 miljard. In 1989 richtte Hans-Georg Karg de Karg Foundation op, vier jaar voordat de onderneming in 1993 werd verkocht aan Karstadt.
Nadat het warenhuisconcern in de jaren 1970 snel was gegroeid en er tal van nieuwe vestigingen waren geopend, ook in kleinere en middelgrote steden, daalde de omzet halverwege de jaren 1980 fors. Tot omstreeks 1984 had de Hertie-groep nog 123 warenhuisfilialen. Pas in de daaropvolgende jaren werden tal van verlieslatende warenhuizen gesloten, waarvan sommige pas een paar jaar eerder waren geopend, zoals de Hertie-vestigingen in Bremen, Castrop-Rauxel, Dortmund, Emden, Hamelen, Osnabrück, Ratingen en Herne-Wanne evenals de Wertheim-vestigingen in Hannover, Essen, Kaiserslautern en Bochum.
Daarnaast werden verlieslatende divisies afgesplitst in dochterondernemingen. In 1986 richtte Hertie de systeemcateringketen "Le Buffet" op, die meer dan 70 vestigingen had, de meeste binnen de eigen warenhuizen. De levensmiddelen- en zoetwarenafdelingen werden overgenomen door  "NUG Optimus Lebensmittel-einzelhandelsgesellschaft mbH".

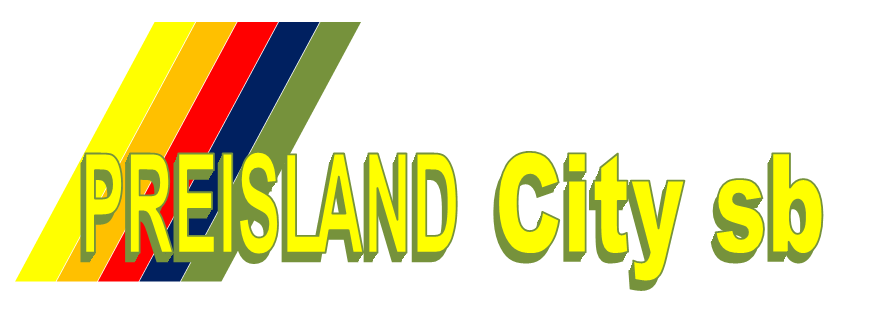
Logo van Preisland City sb rond 1986

Hertie probeerde een aantal Bilka- en Hertie-winkels op volledig zelfbediening over te schakelen. Hiervoor werd in 1986 Preisland-City-SB opgericht. Het Preisland-concept was het binnenstedelijke antwoord van Hertie op de hypermarkten die buiten de binnensteden verrezen. In totaal zijn zeven warenhuizen omgebouwd naar het Preisland-concept. De poging om te overleven tegen de concurrentie van weidewinkels was echter grotendeels mislukt.
Daarnaast wilde Hertie profiteren van de toen ingezette opleving van elektronicawinkels. In 1987 nam Hertie daarom de Hamburgse elektronicaketen Schaulandt GmbH met 28 vestigingen in Noord-Duitsland en Berlijn en Schürmann Elektrohandelsgesellschaft mbH, die meerdere elektronicawinkels in Noordrijn-Westfalen exploiteerde, over van oprichter Thomas Wegner. In 1988 werd WOM (World of Music) Musikhandelsgesellschaft mbH opgericht met als doel de verkoop van geluidsdragers in speciaalzaken in de grote steden te stimuleren. In 1988 werd ook een dochteronderneming in de kledingsector opgericht: Wehmeyer GmbH & Co. KG, die ongeveer 20 filialen exploiteerde. Na het einde van de DDR nam Hertie elf nieuwe locaties over in de nieuwe deelstaten.

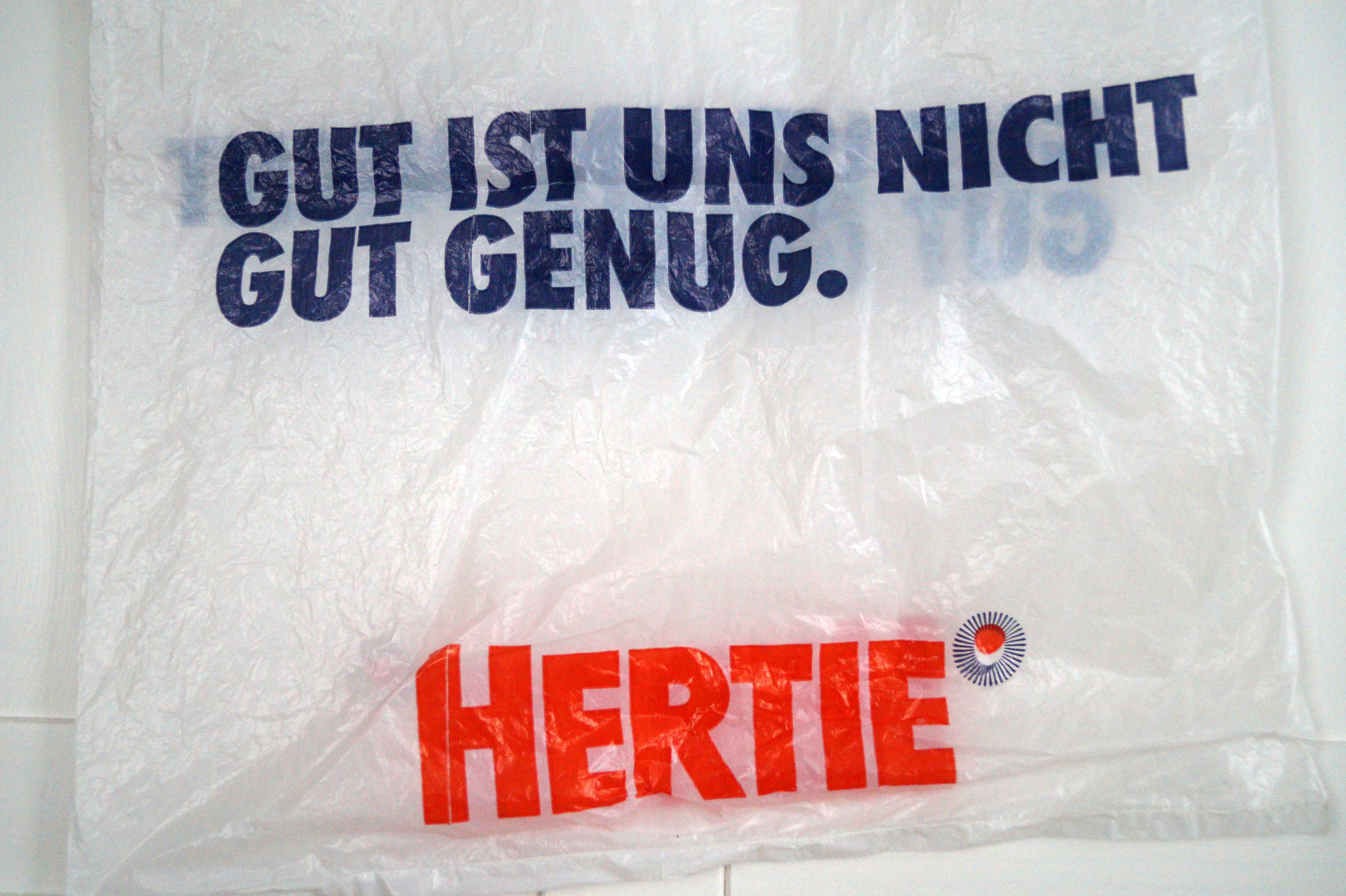
Slogan uit de jaren 80

Eind jaren tachtig probeerde Hertie partners te vinden voor de inkoop in het Verre Oosten om het gewicht in de onderhandelingen te vergroten. Uiteindelijk zijn er twee partners gevonden die al ervaring hadden met inkoopcombinaties. Enerzijds was er Horten AG, destijds de vierde grootste Duitse warenhuisketen na Karstadt, Kaufhof en Hertie. Anderzijds was dat Kaufring AG, die al een Europees inkoopbedrijf met Horten had. In 1990 richtten de drie vennoten vervolgens de inkoopmaatschappij Sono-Centra op, waarin elke aandeelhouder een derde van de aandelen bezat.
In 1970 werd de Goldene Kundenkarte geïntroduceerd (als een van de eerste klantloyaliteitsprogramma's ooit), die ook als creditcard fungeerde. Het was gratis en had in de jaren tachtig 350.000 deelnemers. De Goldene Kundenkarte  werd de verzamelnaam voor tal van vergelijkbare programma's. Met de overname door Karstadt werd deze in 1996 samengevoegd met de Karstadt-club tot de Karstadt-Hertie-Kundenkarte en van 1998 tot 2002 tot de Karstadt MasterCard. Vanaf 2002 kregen de resterernde deelnemers de HappyDigitsCard aangeboden.

### 1993: Overname doorKarstadt

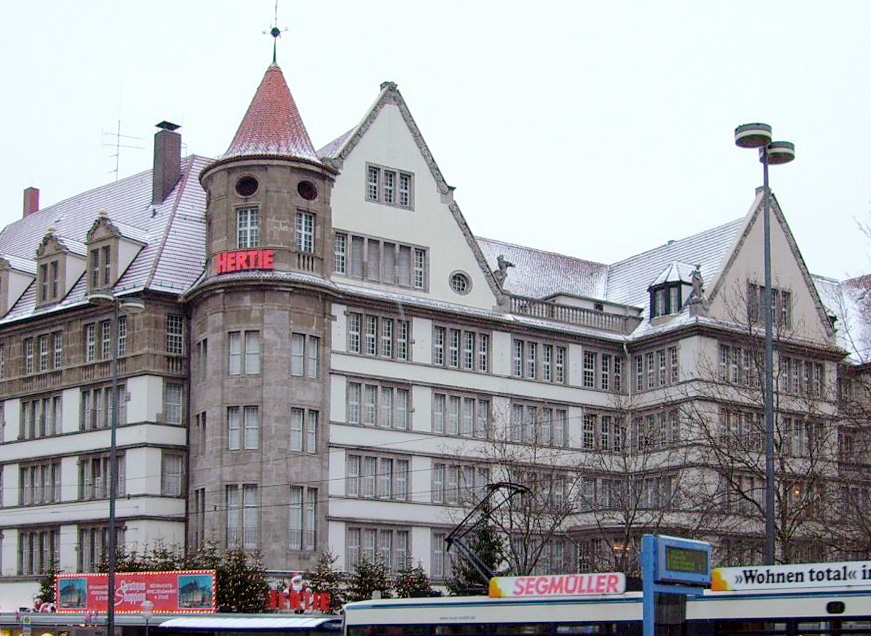
Hertie München, Bahnhofplatz, van januari 2006 tot februari 2007 het enige warenhuis onder de naam Hertie

In november 1993 verkocht de Hertie-Stiftung na maandenlange onderhandelingen "Hertie Waren- und Kaufhaus GmbH" belastingvrij aan "Karstadt AG" voor een bedrag van 1.652 miljard Duitse mark. Het feit dat deze transactie belastingvrij was, werd later onderwerp van belastingonderzoeken door de deelstaat Hessen, die uiteindelijk werden ingetrokken in het voordeel van de Hertie-Stiftung.
In 1999 fuseerde Karstadt met het postorderbedrijf "Quelle Schickedanz AG & Co" en werd onderdeel van "Arcandor AG". Het plan om Hertie als aparte divisie binnen de warenhuisgroep Karstadt te laten voortbestaan mislukte door de steeds toenemende verliezen van de circa 35 Hertie-vestigingen. Daarom werden achtereenvolgens alle Hertie-vestigingen omgedoopt tot "Karstadt", gesloten of verkocht. Alleen het warenhuis in München en het filiaal in Berlijn-Neukölln werden tot september 2007 geëxploiteerd onder de naam "Hertie".

### 2005-2009: VanKarstadt CompactnaarHertie GmbH
In de nazomer van 2005 verkocht Karstadt de “Karstadt Kompakt GmbH & Co. KG” warenhuizen aan de Britse financiële investeerders Dawnay, Day en Hilco UK Ltd. Sinds de 1e In maart 2007 droegen deze vestigingen de naam "Hertie" (zie: Hertie GmbH).

### Na 2012: Hertie online
In augustus 2012 verwierf het bedrijf HDK AG uit Osnabrück de merkrechten op de naam "Hertie" uit de failliete boedel om het in de toekomst voor online winkels te gebruiken. 
 